# Marcel Alessandri
Pour les articles homonymes, voir Alessandri.
Marcel Jean Marie Alessandri, né le 23 juillet 1895 à Boulogne-sur-Mer et mort le 26 décembre 1968 à Paris, est un général de division de l'armée française, actif durant la Première Guerre mondiale, la Seconde Guerre mondiale et la guerre d’Indochine.

## Origines familiales
Il est né à Boulogne-sur-Mer le 23 juillet 1895.

## Carrière militaire

### Première Guerre mondiale
Admis à l’École spéciale militaire de Saint-Cyr le 1er juillet 1914, il intègre la promotion "La Grande Revanche". Il est affecté au 39e régiment d'infanterie pour emploi. Au sein de ce régiment puis au sein des 123e et 8e régiments d'infanterie, il participe aux opérations de la Première Guerre mondiale. En 1915, il combat au Bois d’Auderne, aux Eparges en Champagne ; en 1916, il est sur la Somme, à Verdun et à Craonne ; en 1917, c’est les Flandres et enfin il combat à Soissons, Coucy le Château, Saint Marc. Il est blessé le 12 septembre 1916, par une balle, au poignet. Il gagne 6 citations et la croix de chevalier de la Légion d'honneur.
Nominations - promotions :
- Sous-lieutenant le 5 décembre 1914,
- Lieutenant le 19 mars 1916
- Capitaine le 5 juillet 1917.

### Entre-deux-guerres
Après un stage à l’ESM, il choisit l’infanterie coloniale et rejoint le 7e régiment d'infanterie coloniale le 16 septembre 1919 puis le 14e bataillon de tirailleurs sénégalais au Maroc. Les colonnes de pacification de 1919 à 1922 l’engagent contre les Beni Ouarain et il se distingue à M’Soussa et à Kessarat Khemis, à Goufra Oued M’Lousa – Taza - Ras Arhas – 1920 -, Aïn Souk… - 1921 - Chouf ech Cherg, Teniet M’Sanier – 1927 - Tazzarine Taghbelt - Haut Atlas (Imdghas, Aghembou, Donoughz) 1932.
Il gagne une citation avec croix de guerre des théâtres d’opérations extérieures. Son grade de capitaine à titre temporaire est confirmé à titre définitif le 25 mars 1920.
Il sert ensuite au 2e bataillon de marche du Tonkin qu’il rejoint le 8 avril 1922 qui devient 21e régiment d'infanterie coloniale quelques jours plus tard. Il est affecté en Afrique occidentale française au 3e bataillon de tirailleurs sénégalais le 21 mars 1923. Il rejoint ensuite le 34e bataillon mixte d'infanterie coloniale le 8 juillet 1925 puis le 29e régiment d'infanterie coloniale le 14 décembre de la même année.
Le 1er novembre 1928, il intègre l’école de guerre où il reste jusqu’en 1930. Cette année-là, il est promu chef de bataillon, le 25 mars. Mis à disposition du général commandant supérieur des troupes du Maroc le 26 août 1930, il rejoint l’état-major de la région de Taza puis prend le commandement du 6e régiment de tirailleurs sénégalais le 3 novembre 1932. Pendant cette période, il prend part aux opérations de pacification où il gagne une citation en juin 1933.
Rapatrié en métropole, il sert successivement à l’état-major des troupes coloniales de 1934 à 1935, puis il est nommé instructeur à l’école de guerre avec une affectation au 21e régiment d'infanterie coloniale. Il est promu lieutenant-colonel le 17 mars 1936.
Promotions :
- Chef de bataillon en 1930
- Lieutenant-colonel le 17 mars 1936

### Seconde Guerre mondiale
Appelé à servir au Tonkin, il quitte son emploi le 12 avril 1939 et rejoint l’Indochine. Sous-chef puis chef d’état-major du général commandant supérieur à compter du 16 novembre 1939, il est promu au grade de colonel le 25 mars 1941.
L’attaché militaire à Tokyo, colonel de l’infanterie désigné au tour normal devant remplacer le colonel de Cadoudal chef de corps du 5e REI ne peut rejoindre son poste. Celui-ci est confié au colonel Alessandri, de l’infanterie coloniale.
Au mois de novembre, il est désigné à la tête de la 2e brigade du Tonkin. Nommé général de brigade le 20 mai 1943, il prend le commandement du groupement « Ouest du fleuve Rouge ». Il est promu général de division à titre temporaire. Quand les Japonais s'emparent le 9 mars 1945 de l'Indochine française, en lui donnant l'indépendance, il passe alors la frontière de la République de Chine avec les rescapés du coup de force des Japonais, que l’histoire retiendra sous le nom de « Colonne Alessandri », le 11 juin 1945 et prend le commandement supérieur des troupes françaises en Chine et le titre de délégué général du Gouvernement.
Promotion et nominations :
- Colonel en 1941
- Général de brigade en 1943

### Guerre d'Indochine
D’août à octobre 1945, il est délégué du haut-commissaire pour la zone Nord indochinoise et en 1946, il est désigné comme commissaire de la République et commandant militaire au Cambodge.
Il préside la conférence de Dalat en août 1946.
Après sept années en Extrême-Orient, il est rapatrié le 23 juillet 1946. D’abord mis à disposition du ministre, il retrouve l’Indochine. Le 17 août 1948, il prend le commandement des forces terrestres en Extrême-Orient puis celui du Nord Vietnam. À la suite de l’affaire de la RC4, il est remplacé et rapatrié le 10 novembre 1950.
Il sert à l’état-major des troupes coloniales après avoir été mis hors de cause par le rapport du général Juin sur les événements de Cao Bang, il quitte l'armée en 1955.

## Distinctions
Rubans aux couleurs des décorations françaises plus certaines décorations étrangères
|  |  |  |  |
|  |  |  |  |
|  |  |  |  |
|  |  |  |  |

### Intitulés des décorations françaises
- Chevalier (1916), officier (1930), commandeur (1945) et grand officier de la Légion d'honneur (1950)[3]
- Médaille de la Résistance (JO du 20 mars 48)
- Croix de Guerre 1914-1918
- Croix de guerre 1939-1945
- Croix de guerre des Théâtres d'opérations extérieurs
- Médaille coloniale avec agrafes « Maroc » « Indochine »
- Médaille commémorative de la guerre 1914-1918
- Médaille interalliée dite de la Victoire
- Médaille commémorative de la guerre 1939-1945
- Médaille commémorative de la campagne d'Indochine

### Intitulés des décorations étrangères
- Commandeur de l'ordre du Ouissam alaouite
- Grand-croix de l'ordre royal du Cambodge
- Médaille militaire du Cambodge
- Médaille de la résistance du Laos
- Ordre du Bain britannique

## Citations
- Division (OG n° 36 avec croix de guerre 14/18 1915
- Division (OG n° 19 avec croix de guerre 14/18	1916
- Armée JO du 23 11 16 avec croix de guerre 14/18 1916
- Régiment OG n° 22 « R » avec croix de guerre 14/18 1917
- Régiment OG n° 555 avec croix de guerre 14/18 1917
- Division (OG n° 240 avec croix de guerre 14/18 1918
- Division (OG n° 1 avec croix de guerre des TOE 1922
- Armée OG n° 57 avec croix de guerre des TOE 1933
- Armée JO du 21 06 46 avec croix de guerre 39/45 1945
- Armée Déc n° 17 avec croix de guerre 39/45 1947
- Armée Déc n° 2 3 avec croix de guerre TOE 1950
- Armée Déc n° 38 avec croix de guerre TOE 1951